# Lusti, Valgamaa
Lusti är en by (estniska: küla) i Estland.   Den ligger i Karula kommun i landskapet Valgamaa, i den sydöstra delen av landet, 210 km sydost om huvudstaden Tallinn. Lusti ligger 76 meter över havet och antalet invånare är 214.

## Geografi
Terrängen runt Lusti är platt. Runt Lusti är det glesbefolkat, med 15 invånare per kvadratkilometer. Närmaste större samhälle är Antsla, 6,1 km nordost om Lusti. I omgivningarna runt Lusti växer i huvudsak blandskog.